# Voroněžská akciová letecká společnost
Voroněžská akciová letecká společnost (VASO, rusky BACO, Воронежское акционерное самолётостроительное общество) je jeden z největších leteckých výrobců v Rusku.
Podnik byl založen v roce 1932 jako „továrna č. 18“. V roce 1934 zde zahájili sériovou výrobu prvního letounu - bombardéru TB-3 a roku 1937 byla zahájena sériová výroba dálkového bombardéru DB-3 a současně i útočného letounu Il-2. Za druhé světové války byly závody evakuovány do Kujbyševa a zde probíhala velkovýroba bitevníku Il-2. V roce 1943 byl závod opět přestěhován do Voroněže a název byl změněn na „Letecký závod č. 64“. Po druhé světové válce se závody zabývaly výrobou bombardovacích a dopravních letadel. V roce 1993 byly závody privatizovány.

## Výroba
- - bombardér TB-3
  - útočný letoun Il-2
  - útočné letadlo Il-10
  - dopravní a osobní letadlo Il-12
  - proudový bombardér Tu-16
  - bombardér Il-28
  - dopravní a osobní letadlo An-10
  - střední dopravní letadlo An-12
  - těžký stíhač Tu-128
  - nadzvukové dopravní letadlo Tu-144
  - širokotrupý dopravní letoun Il-86
  - osobní letadlo An-148
  - širokotrupý dopravní letoun Il-96 (dosud ve výrobě s „úžasnou“ produkcí méně než 1 kus ročně)